# Aston Martin DBS Superleggera
Aston Martin DBS Superleggera je vysoce výkonný sportovní automobil třídy Gran Turismo vyráběný britskou automobilkou Aston Martin od roku 2018 ve verzích karoserie kupé a kabriolet. Představený v červnu tohoto roku, vůz byl zamýšlen jako nástupce druhé generace modelu Vanquish a je z velké části založený na modelu DB11, ovšem s určitými změnami, aby se od tohoto vozu dostatečně odlišil. Název DBS v minulosti Aston Martin již použil, a to pro vůz vyráběn mezi lety 1967 až 1972 a pro vůz DBS V12 vyráběný mezi lety 2007 až 2012, který byl založen na modelu DB9. K názvu DBS má vůz navíc dodatek Superleggera, odkazující na italskou karosárnu Carrozzeria Touring Superleggera, která Astonu Martin pomáhala s konstrukcí vozů DB4, DB5 a DB6 v 60. a 70. letech 20. století.

## Technické specifikace
Přední část modelu DBS má ve srovnání s modelem DB11, na kterém je z velké části založen, upravený sportovnější přední nárazník s velkou maskou chladiče pro účinnější chlazení motoru, dva nasávací otvory po stranách sloužící ke chlazení brzd a dva otvory na kapotě, které dále napomáhají chlazení motoru. Motor V12, konstruován v německé továrně Aston Martin v Kolíně nad Rýnem, o objemu 5,2 litru se dvěma turbodmychadly má výkon 715 koní (533 kW) při 6 500 ot/min a točivý moment 900 N⋅m v rozmezí 1 800–5 000 ot/min. Pro optimalizaci těžiště a rozložení hmotnosti je motor v šasi umístěn co nejníže k silnici a co nejvíce vzadu na přídi až za přední nápravou.

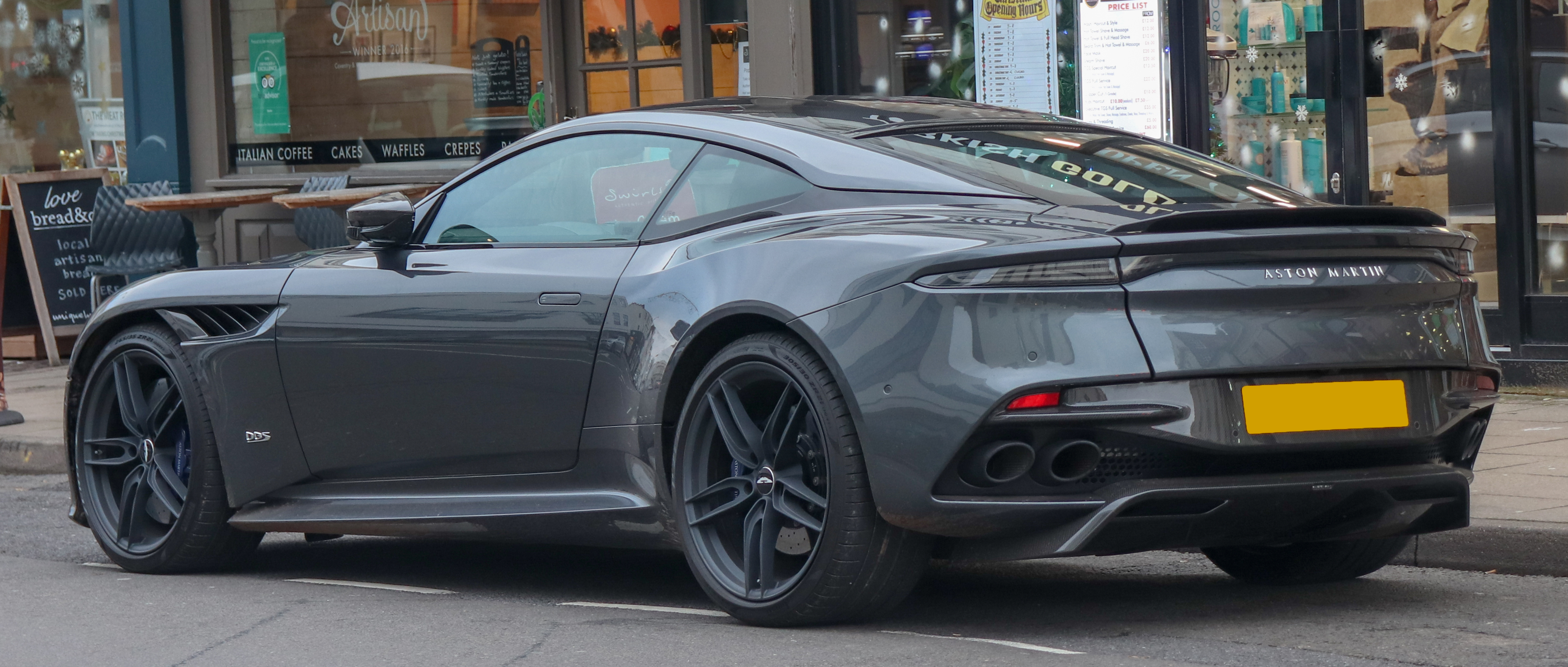
DBS Superleggera

DBS Superleggera disponuje novou osmistupňovou automatickou převodovkou ZF 8HP95 s kratším převodovým poměrem 2,93:1 oproti převodovce 2,70:1 u modelu DB11. Z hlediska podvozku je také vybaven vektorováním točivého momentu a mechanickým samosvorným diferenciálem pro lepší výkony na závodním okruhu. Vůz má podobné aerodynamické vlastnosti jako DB11 a používá podobné technologie, včetně systému Aeroblade, ale dále zlepšuje aerodynamiku dvojitým difuzorem inspirovaným vozy Formule 1, který pomáhá vozu vytvářet přítlak 180 kg, což je nejvyšší hodnota, jakou kdy sériový Aston Martin dosáhl. Nový čtyřtrubkový výfukový systém z titanu poskytuje lepší zvuk motoru, zatímco použití uhlíkových vláken na některých místech karoserie snižuje hmotnost na 1,693 kg.
DBS Superleggera zrychlí z 0 na 100 km/h za 3,4 sekundy a z 0 na 161 km/h za 6,4 sekundy. Vůz také dokáže zrychlit z 80 na 161 km/h za 4,2 sekundy na čtvrtý rychlostní stupeň a dosahuje maximální rychlosti 340 km/h. K dispozici jsou tři jízdní režimy: GT, Sport a Sport Plus, které upravují odezvu vozu.

## Speciální verze

### DBS Volante

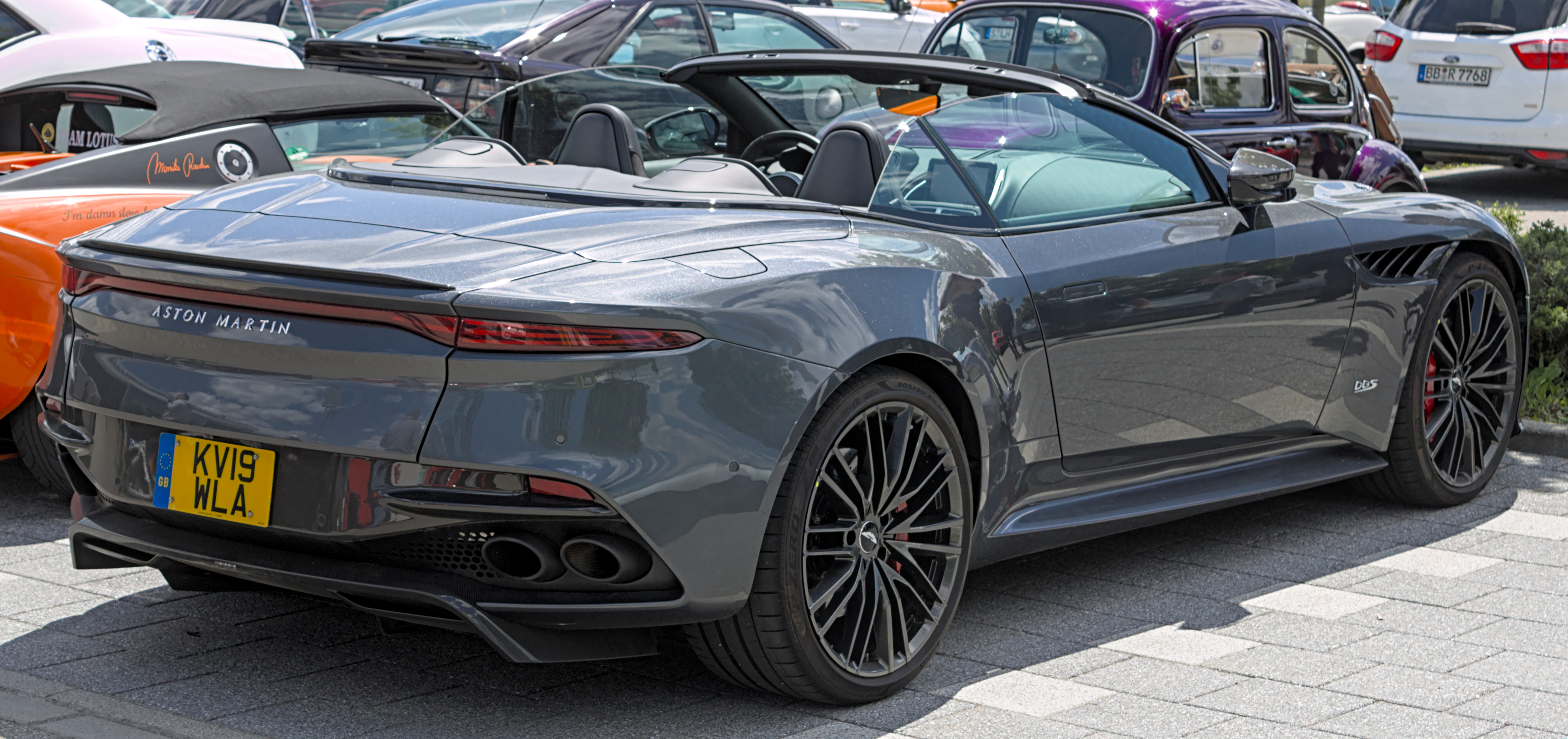
Aston Martin DBS Superleggera Volante

V dubnu 2019 byl představen model DBS Volante, kabriolet. Má téměř identické jízdní vlastnosti a stejný motor a převodovku jako kupé, ale místo pevné střechy má osmivrstvou měkkou střechu s osmi barevnými variantami k výběru. Poprvé u automobilu Aston Martin je několik prvků na střeše a kolem předního a bočních oken vyrobeno z uhlíkových vláken pro snížení hmotnosti těžké střechy (kabriolet je o 170 kg těžší než kupé).

### DBS Superleggera TAG Heuer Edition
V únoru 2019 ukázal Aston Martin speciální edici DBS Superleggera ve spolupráci se švýcarským výrobcem luxusních hodinek TAG Heuer. Výroba byla omezena na 50 kusů. Vůz má speciální lakování Monaco Black, což je černá metalíza s jemným červeným odstínem. Dodával se s kompletní karbonovou úpravou interiéru i exteriéru a saténově černými 21palcovými koly z lehkých slitin, pneumatikami Pirelli P Zero s červeným pruhem a červenými brzdovými třmeny. Interiér vozu je kompletně v kombinaci černé kůže a Alcantary s červeným ozdobným prošíváním, které je k dispozici pouze u této limitované edice. Ke každému z 50 vozů zákazníci obdrželi hodinky TAG Heuer z limitované edice DBS Edition Carrera Heuer 02, které jsou samostatně neprodejné. Ciferník představuje mřížku chladiče DBS a černočervený kožený řemínek připomíná interiér vozu.

### DBS Superleggera OHMSS

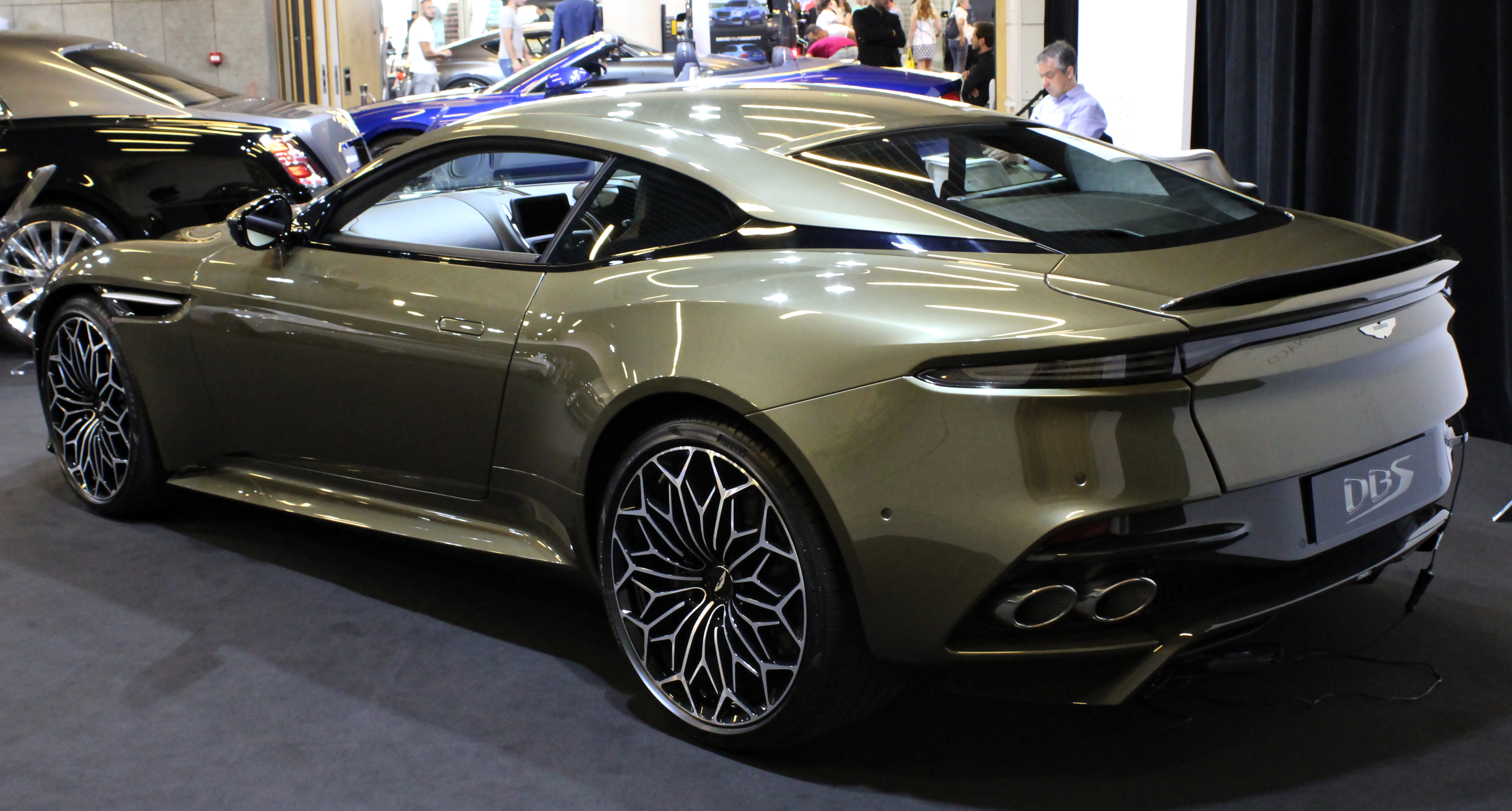
Aston Martin DBS Superleggera OHMSS

V květnu 2019 představil Aston Martin speciální verzi DBS Superleggera k 50. výročí filmu o agentu Jamesi Bondovi V tajné službě Jejího Veličenstva. Vůz se držel konfigurace původního DBS použitého ve filmu, s olivově zelenou barvou exteriéru a tradiční mřížkou Aston Martin. Produkce byla limitována na 50 kusů.

### DBS GT Zagato
V říjnu 2019 Aston Martin ukázal na výstavě automobilů v americkém Newportu speciální model DBS GT Zagato, navržený italským designérským studiem Zagato. Vůz i přes rozsáhlé změny na exteriéru technicky vychází z modelu DBS Superleggera a jeho maximální výkon byl zvýšen ze 715 koní na 760 koní. Vůz bylo možné zakoupit pouze jako součást balíčku "DBZ Centenary Collection" v hodnotě 6 milionů britských liber před zdaněním, který zároveň obsahoval oficiální repliku vozu DB4 GT Zagato z 60. let. K prodeji bylo k dispozici pouze 19 těchto "balíčků", tudíž bylo vyrobeno i 19 vozů DBS GT Zagato.

### DBS Superleggera Concorde Edition
V listopadu 2019 byla u příležitosti 50 let od prvního letu letounu Concorde představena edice DBS Superleggera Concorde. Vůz, součástí projektu Aston Martin Wings, při kterém automobilka vzdává hold historii britského letectví již několika speciálními edicemi svých vozů, byl produkčně omezen na pouhých 10 kusů. Každý z nich má své jedinečné sériové číslo, odpovídající 10 letounům Concorde provozovaným leteckou společností British Airways. Edice má mnoho designových prvků inspirovaných Concorde a British Airways, a to jak na exteriéru, tak v interiéru, přičemž některé části pocházejí ze samotného letadla Concorde.

### DBS Superleggera 007 Edition
Speciální edice DBS Superleggera 007 byla představen v srpnu 2020 k příležitosti blížícího se vydání filmu o Jamesi Bondovi Není čas zemřít. Vůz má speciální šedé lakování Ceramic Grey s černými prvky z uhlíkových vláken - kompletní střecha, kryty zrcátek, difuzor a zadní spoiler. Má také leskle černá, diamantem vybroušená 21palcová kola. Výroba byla omezena na 25 kusů. V samotném filmu z roku 2021 se pak vůz vskutku objevil.

### DBS 770 Ultimate
V roce 2023 a s plánovaným koncem výroby vozu DBS Superleggera Aston Martin představil poslední speciální edici DBS 770 Ultimate. Vůz má upravený 5,2litrový dvanáctiválec, nyní produkující 770 koní (566 kW), odtud název, a má několik mechanických vylepšení a designových změn. Výroba byla omezena na 499 kusů (300 kupé a 199 kabrioletů), přičemž všechny vozy byly již v roce 2023 vyprodány. Standardní vůz DBS Superleggera tedy již od roku 2022 není vyráběn.